# Euphorbia analalavensis
Euphorbia analalavensis ist eine Pflanzenart aus der Gattung Wolfsmilch (Euphorbia) in der Familie der Wolfsmilchgewächse (Euphorbiaceae).

## Beschreibung
Die sukkulente Euphorbia analalavensis bildet Bäume oder Sträucher bis 5 Meter Höhe aus. Die in Wirteln stehenden Triebe sind in einzelne Stücke aufgeteilt und werden bis 15 Zentimeter lang und 4 Millimeter dick. Sie haben annähernd abgeflachte Spitzen und sind leuchtend grün gefärbt. Die linealischen und sitzenden Blätter werden bis 16 Millimeter lang und 4 Millimeter breit. Sie sind kurzlebig.
Die Cymen entstehen an den Triebspitzen. Am Rand der Tragblätter befinden sich lange Haare. Die annähernd sitzenden und eingeschlechtlichen Cyathien erreichen etwa 5 Millimeter im Durchmesser. Die elliptischen Nektardrüsen sind gelblich gefärbt. Der kugelförmige und fast sitzende Fruchtknoten wird etwa 10 Millimeter im Durchmesser groß und ist mit Haaren besetzt. Die Frucht und der Samen sind nicht bekannt.

## Verbreitung und Systematik
Euphorbia analalavensis ist in Nord-Madagaskar bei Analalava auf verwittertem Kalkstein in Höhenlagen von 50 bis 100 Meter endemisch verbreitet. Die Art steht auf der Roten Liste der IUCN und gilt als nicht gefährdet (Least Concern).
Die Erstbeschreibung der Art erfolgte 1966 durch Jacques Désiré Leandri.